# Sigmatomera plaumanniana
Sigmatomera plaumanniana är en tvåvingeart som beskrevs av Alexander 1938. Sigmatomera plaumanniana ingår i släktet Sigmatomera och familjen småharkrankar. Inga underarter finns listade i Catalogue of Life.